# Schieck
Schieck ist ein deutschsprachiger Familienname.

## Herkunft und Bedeutung
Der oberdeutsche Familienname Schieck geht auf das mittelhochdeutsche schiec, schief oder verkehrt, zurück. Es handelt sich um einen Eigenschaftsnamen, der sich beispielsweise auf die Gangart oder auch Körpergestalt/-haltung der ursprünglichen Namensträger bezieht.
Als erste urkundliche Erwähnung nennt Hans Bahlow einen Bert Schiek 1300 in Württemberg, in der Schreibweise Schiegg einen Heinrich Schiegg 1409 ebenfalls in Württemberg. Heute ist der Familienname überwiegend in Sachsen und Baden-Württemberg verbreitet.

## Varianten
- Schiek mit zirka 1260 Namensträgern mit Schwerpunkt in Baden-Württemberg
- Schiegg mit zirka 230 Namensträgern in Deutschland im Landkreis Unterallgäu und 540 Namensträgern in der Schweiz mit Schwerpunkt im Kanton Thurgau.

## Namensträger

### Schreibweise Schieck
- Arthur Schieck (1847–1930), deutscher Politiker
- Franz Schieck (1871–1946), deutscher Arzt und Professor für Augenheilkunde
- Heinz Schieck (1923–1991), deutscher Militär, Offizier der DDR
- Jürgen Schieck (* 1946), deutscher Fußballspieler
- Konrad Schieck (1942–1999), deutscher Musiker und Komponist
- Ralph Schieck (* 1954), deutscher Politiker und Badmintonspieler
- Walther Schieck (1874–1946), deutscher Politiker (DVP)

### Schreibweise Schiek
- Burkhard Schiek (1938–2013), deutscher Hochschul-Professor für Hochfrequenzmesstechnik
- Friedrich Wilhelm Schiek (1790–1870), deutscher Mikroskopbauer
- Manfred Schiek (1935–1965), deutscher Motorrad- und Automobilrennfahrer
- Otto Schiek (1898–1980), deutscher Politiker (KPD)
- Sebastian Schiek (* 1990), deutscher Fußballspieler
- Volker Schiek (* 1950), deutscher Politiker (SPD)

### Schreibweise Schiegg
- Ulrich Schiegg (1752–1810), deutscher Benediktiner, Mathematiker, Astronom und Landvermesser